# Unguiblossia eberlanzi
Espèce
Unguiblossia eberlanzi est une espèce de solifuges de la famille des Melanoblossiidae.

## Distribution
Cette espèce est endémique de Namibie.

## Description
Le mâle holotype mesure 7 mm.

## Étymologie
Cette espèce est nommée en l'honneur de Friedrich Gustav Eberlanz (1879-1966).

## Publication originale
- Roewer, 1941 : Solifugen 1934-1940. Veröffentlichungen aus dem Deutschen Kolonial und Uebersee-Museum in Bremen, vol. 3, no 2, p. 97-192 (texte intégral).